# Fülöp Viktor (táncművész)

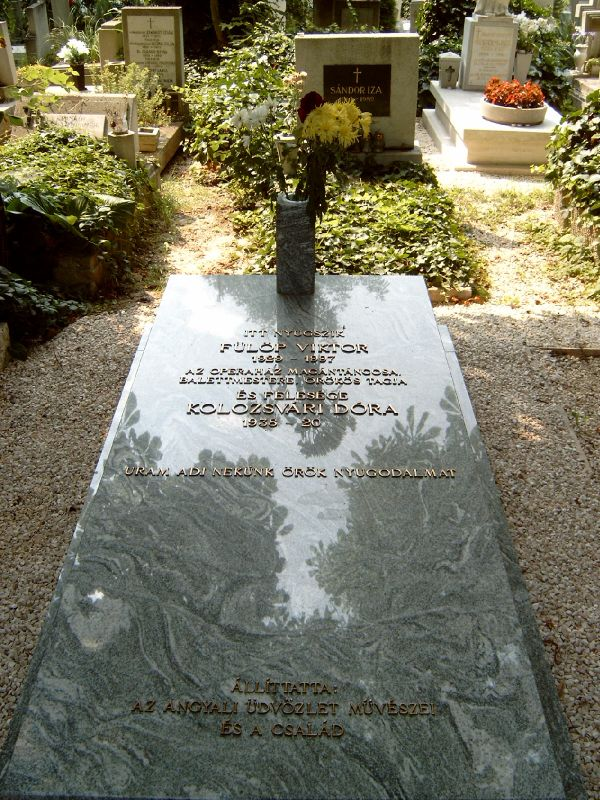
Fülöp Viktor sírja a Farkasréti temetőben

Fülöp Viktor (Budapest, 1929. február 9. – Budapest, 1997. július 13.) Kossuth- és Liszt Ferenc-díjas magyar táncművész.

## Életpályája
Pilóta szeretett volna lenni, de a második világháború miatt ez nem volt lehetséges. Táncolni tanult. Nádasi Ferenc és Harangozó Gyula tanította, majd Moszkvában folytatta tanulmányait. 1943-ban a Magyar Állami Operaház tagja, 1949-ben pedig magántáncosa lett. 1956-tól próbavezető balettmester volt.
Több külföldi társulatnál is vendégszerepelt. Táncolt Moszkvában, Londonban, Vichyben és Permben. Az Operaház vezetésével azonban szakmai ellentétekbe került, s ezért 1980-ban alkalmatlanságra való hivatkozással elbocsátották. Beperelte az Operaházat, s ezalatt segédmunkásként dolgozott az építőiparban. A megnyert per után helyreállították munkaviszonyát, de nem kapott feladatokat. Hímzéssel és restaurálással foglalkozott ezután.
1981 és 1984 között a Győri Balett társulatában lépett fel vendégművészként. 1984-ben visszatért az Operaházba, s az Almássy-téri kultúrházban amatőr táncosokat is tanított. Több játékfilmben is játszott. Kiemelkedik a Táltos szerepének megformálása az 1996-ban Koltay Gábor rendezésében készült Honfoglalás című filmben. 1998-ban emlékére alapították meg a Fülöp Viktor-ösztöndíjat.

## Színpadi szerepei
- Lavrovszkij: Giselle....Albert
- Csajkovszkij–Vojnonen: Diótörő....Herceg
- Prokofjev: Romeo és Júlia, Romeo
- Zaharov: A bahcsiszeráji szökőkút....Girej kán
- Vojnonen: Párizs lángjai....Philippe
- Bartók Béla–Harangozó Gyula: A fából faragott királyfi....Királyfi
- Harangozó Gyula: Seherezádé....Ifjú
- Harangozó Gyula: A csodálatos mandarin....Mandarin
- Seregi László: A csodálatos mandarin....Mandarin
- Seregi László: Spartacus....Spartacus
- Ashton: A rosszul őrzött lány....Simone
- Bournonville: A szilfid....Madge
- Markó Iván: Szamuráj....Szamuráj
- Markó Iván: Az igazság pillanata....Halál
- Harangozó Gyula: A keszkenő....Ferkó
- Csajkovszkij–Messzerer: A hattyúk tava....A herceg
- Kenessy Jenő–Vashegyi Ernő: Bihari nótája....
- Hacsaturján–Anyiszimova: Gajane....Armen, hegyi pásztor
- Vörösmarty Mihály–Eck Imre: Csongor és Tünde....Csongor
- Harangozó Gyula: A háromszögletű kalap....Molnár
- Csajkovszkij–Harangozó Gyula: Rómeó és Júlia....Rómeó
- Kerényi Imre: Magyar Electra....Agamemnon király
- Madách Imre: Az ember tragédiája....Az Úr
- Carlo Gozzi: A szarvaskirály....Öregember
- Claudel: Angyali üdvözlet

## Filmek
- Az aranyfej (1964)
- Mennyei seregek (1983)
- Vonzások és választások (1985-tévéfilm)
- A nagy postarablás (1992)
- Pillangó úrfi (1993)
- Vörös Colibri (1995)
- Honfoglalás (1996)

## Díjai
- Kossuth-díj (1952)
- Liszt Ferenc-díj (1960)
- Érdemes művész (1968)
- Kiváló művész (1971)
- A Táncművészeti Akadémia életműdíja (1995)
- Magyar Örökség díj (2001) /posztumusz/